# Jan Repas
Jan Repas, slovenski nogometaš, * 19. marec 1997, Ljubljana.
Repas je profesionalni nogometaš, ki igra na položaju vezista. Od leta 2020 je član slovenskega kluba Maribor in od leta 2017 tudi slovenske reprezentance. Pred tem je igral za slovenske Domžale in francoski Caen. Skupno je v prvi slovenski ligi odigral več kot 160 tekem in dosegel več kot 23 golov. Z Domžalami je osvojil slovenski pokal leta 2017, Z Mariborom pa naslov slovenskega državnega prvaka v sezoni 2020/21. Bil je tudi član slovenske reprezentance do 16, 17, 19 in 21 let.
Tudi njegov mlajši brat Žiga je nogometaš.